# François Perrodo
François Perrodo (ur. 14 lutego 1977 roku) – francuski przedsiębiorca i kierowca wyścigowy. Prezydent przedsiębiorstwa energetycznego Perenco.

## Kariera
Perrodo rozpoczął karierę w międzynarodowych wyścigach samochodowych w 2012 roku od startów w International GT Sprint Series oraz w klasie GT3 Pro-Am Cup Blancpain Endurance Series. W International GT Sprint Series dorobek dwudziestu punktów dało mu czternastą pozycję w końcowej klasyfikacji kierowców. W późniejszych latach Francuz pojawiał się także w stawce FIA World Endurance Championship, 24-godzinnego wyścigu Le Mans, V de V Michelin Endurance Series, European Le Mans Series, Dunlop 24H Dubai oraz British GT Championship.

## Wyniki w 24h Le Mans
| Rok  | Zespół               | Partnerzy                          | Samochód               | Klasa  | Okr. | Poz. | Klasa Pos. |
| ---- | -------------------- | ---------------------------------- | ---------------------- | ------ | ---- | ---- | ---------- |
| 2013 | Prospeed Competition | Emmanuel Collard Sébastien Crubilé | Porsche 911 GT3 RSR    | GTE Am | 298  | 36   | 9          |
| 2014 | Prospeed Competition | Emmanuel Collard Markus Palttala   | Porsche 911 GT3 RSR    | GTE Am | 194  | NU   | NU         |
| 2015 | AF Corse             | Emmanuel Collard Rui Águas         | Ferrari 458 Italia GT2 | GTE Am | 330  | 26   | 4          |